# Хоген (ера)
Хоген (保元) је јапанска ера (ненко) која је настала после Кјуџу и пре Хеиџи ере. Временски је трајала од априла 1156. до априла 1159. године и припадала је Хејан периоду. Владајући цареви били су Го-Ширакава и Ниџо.

## Важнији догађаји Хоген ере
- 20. јул 1156. (Хоген 1, други дан седмог месеца): Бивши цар Тоба умире у 54 години.[3]
- 28. јул-16. август 1156. (Хоген 1, десети-двадесетдевети дан седмог месеца): Настаје Хоген побуна[4] позната и као „Хоген рат“.
- 1156. (Хоген 1, девети месец): Наидаиџин Фуџивара Санејоши именова је садаиџином. Његово бивше место преузима даинагон Фуџивара Коремичи. После рата земљом влада краћи мир док цар лично преузима контролу над владом. Убрзо се гради нови објекат у Кјоту, простор где ће (као у времену цара Го-Санџоа) бити саслушане молбе и жалбе грађана.[5]
- 1157. (Хоген 2, осми месец): Санџо Санејуки је разрешен са позиције „даиџо-даиџина“, док у истом месецу умире „садаиџин“ Санејоши. Како бих их заменили, удаиџин Фуџивала но Мунесуке постаје „даиџо-даиџин“ а „надаиџин“ Коремичи добија титулу „садаиџина“. Титула „удаиџина“ преузима петнаестогодишњи Фуџивара но Моресане, син „кампакуа“ Фуџиваре но Тадмичија. Нови „наидаиџин“ постаје тадашњи „даинагон“ Санџо Кинори.[5]
- 1157. (Хоген 2, десети месец): Постављени су темељи за изградњу велике дворане (даири) у палати. Оваква грађевинска структура није постојала још од времена цара Ширакаве.[5]
- August 6, 1158. (Хоген 3, једанаести дан осмог месеца): У трећој години владавине цар Го-Ширакава абдицира у корист најстаријег сина.[6]
- 1158. (Хоген 4, осми месец): Цар Ниџо долази на власт.[7]